# Prisoner of Conscious
Albums de Talib Kweli
Habits of the Heart
(2011) Gravitas
(2013)
Singles
1. Push Thru
Sortie : 18 juillet 2012
2. Upper Echelon
Sortie : 29 janvier 2013
3. Come Here
Sortie : 23 avril 2013

Prisoner of Conscious est le sixième album studio de Talib Kweli, sorti le 6 mai 2013 en France et le 7 mai 2013 aux États-Unis.

## Historique
Les titres de l'album sont révélés le 17 septembre 2012. Le 1er octobre 2012, Talib Kweli annonce que l'album sortira le 20 novembre 2012. Cependant, le 8 novembre 2012, il indique que la sortie est repoussée :

« Non, il est pour l'instant reporté. Il devait à l'origine sortir chez Blacksmith/EMI/Capitol. C'était mon label, nous l'avons aujourd'hui démantelé. J'ai maintenant un label nommé Javotti Media, sur lequel j'ai sorti mon dernier album Gutter Rainbows, donc maintenant il sortira chez Javotti/EMI/Capitol. Mais en attendant de faire la transition, je le décale de quelques mois. Je pense à février, »

— Talib Kweli
Le 9 janvier 2013, il est finalement annoncé que l'opus sortira le 23 avril 2013. Le 6 mars 2013, Talib Kweli déclare sur MTV qu'il sortira finalement en mai.
L'album s'est classé 4e au Top Rap Albums, 7e au Top R&B/Hip-Hop Albums, 9e au Top Independent Albums et 48e au Billboard 200.

## Liste des titres
| 1.    | Intro                                                                            |                                                                                  |                                                                                | 1:07 |
| 2.    | Human Mic (Produit par Oh No)                                                    | Talib Greene, Mike Jackson, Marco Antonio Muñiz                                  | Por Amor de Marco Antonio Muñiz                                                | 2:18 |
| 3.    | Turnt Up (Produit par Trend)                                                     | Greene                                                                           | Paid in Full (Seven Minutes of Madness - the Cold Cut Remix) d'Eric B. & Rakim | 3:45 |
| 4.    | Come Here (featuring Miguel – Produit par Sean C & LV)                           | Greene, Miguel Pimentel, Deleno Matthews, Levar Coppin                           |                                                                                | 4:27 |
| 5.    | High Life (featuring Rubix & Bajah – Produit par Oh No)                          | Greene, Jackson, Riketzo Ililonga, Ndara Mboyo                                   |                                                                                | 4:12 |
| 6.    | Ready Set Go (featuring Melanie Fiona – Produit par Saadiq Bolden)               | Greene, Melanie Hallim, Darnell Bolden                                           | Change the Beat (Female Version) de Beside                                     | 4:26 |
| 7.    | Hold It Now (Produit par Oh No)                                                  | Greene, Jackson                                                                  |                                                                                | 2:10 |
| 8.    | Push Thru (featuring Curren$y, Kendrick Lamar et Glen Reynolds – Produit par S1) | Greene, Shante Franklin, Kendrick Duckworth, Larry Griffin, Glen Reynolds        |                                                                                | 4:58 |
| 9.    | Hamster Wheel (Produit par Oh No et G Koop)                                      | Greene, Jackson, Rob Mandell                                                     |                                                                                | 3:26 |
| 10.   | Delicate Flowers (Produit par S1 et Caleb McCampbell)                            | Greene, Griffin, Caleb McCambell                                                 | Girls Have Feelings Too de Barbara Mason                                       | 3:18 |
| 11.   | Rocket Ships (featuring Busta Rhymes – Produit par RZA)                          | Greene, Trevor Smith, Robert Diggs                                               |                                                                                | 3:27 |
| 12.   | Before He Walked (featuring Nelly et Abby Dobson – Produit par E. Jones)         | Greene, Cornell Haynes, Abby Dobson, Eric Jones, Billy Strayhorn, Duke Ellington | Hey, Buddy Bolden de Nina Simone                                               | 3:51 |
| 13.   | Upper Echelon (Produit par Harry Fraud)                                          | Greene, Rory Quigley                                                             | Knowledge Me d'Original Concept Born to Roll de Masta Ace Incorporated         | 3:38 |
| 14.   | Favela Love (featuring Seu Jorge – Produit par Terrace Martin)                   | Greene, Seu Jorge, Terrace Martin                                                |                                                                                | 6:19 |
| 15.   | It Only Gets Better (featuring Marsha Ambrosius – Produit par J. Cole)           | Greene, Marsha Ambrosius, Jermaine Cole                                          | We Made It de Black Ivory                                                      | 5:29 |
| 56:52 |                                                                                  |                                                                                  |                                                                                |      |

| 16. | Outstanding (featuring Ryan Leslie – Produit par Boi-1da) | Greene, Anthony Leslie, Matthew Samuels | 4:50 |

| 16. | Can't Barely Breathe | Greene | 5:09 |